# Запорожец, Олег Павлович
Оле́г Па́влович Запоро́жец (род. 14 января 1949, пос. Башмаково, Пензенская область) — советский волейболист, игрок сборной СССР (1971). Чемпион Европы 1971. Нападающий. Мастер спорта СССР международного класса (1972).
Выступал за команды: 1965—1972 — СКА (Ростов-на-Дону), 1972—1977 — «Локомотив» (Киев), 1977—1980 — «Спартак» (Петропавловск-Камчатский). Серебряный (1971) и бронзовый (1970) призёр чемпионатов СССР. Обладатель Кубка СССР 1973. Чемпион Спартакиады народов СССР 1971 в составе сборной РСФСР.
В составе сборной СССР в 1971 году стал чемпионом Европы.
После окончания игровой карьеры работал тренером. 1979—1980 — играющий тренер команды «Спартак» (Петропавловск-Камчатский), в 1987—1989 — тренер женской команды «Сокол» (Киев), в 1999—2001 — главный тренер мужской команды «Локомотив» (Киев).